# Liu Chia-Chang
Liu Chia-Chang (chinesisch 劉家昌 / 刘家昌, Pinyin Liú Jiāchāng; * 13. April 1943 in Harbin, Mandschurei, Republik China; † 2. Dezember 2024) war ein taiwanischer Songschreiber, Sänger, Drehbuchautor und Regisseur. Liu schrieb Stücke wie Ode an die Republik China und Die Pflaumenblüte. Er arbeitete unter anderem mit Teresa Teng und Fei Yu-Ching. Er war von 1978 bis 2015 mit der taiwanischen Schauspielerin Chen Chen verheiratet.